# I Wrote a Song
Az I Wrote a Song (magyarul: Írtam egy dalt) a brit Mae Muller dala, mellyel az Egyesült Királyságot képviselte a 2023-as Eurovíziós Dalfesztiválon Liverpoolban. A dal belső kiválasztás során nyerte el a dalversenyen való indulás jogát.

## Eurovíziós Dalfesztivál
2023. március 9-én a BBC bejelentette, hogy az énekesnő képviseli az Egyesült Királyságot az Eurovíziós Dalfesztiválon. A dalt a videoklippel együtt ugyanezen a napon mutatták be.
A dalfesztivál előtt a Barcelonában, Varsóban, Madridban, Amszterdamban és Londonban eurovíziós rendezvényeken népszerűsíti versenydalát.
Mivel az Egyesült Királyság tagja az automatikusan döntős „Öt Nagy” országának, ezért a dal az Eurovíziós Dalfesztiválon először a május 13-án rendezett döntőben versenyzett, de előtte az második elődöntő zsűris főpróbáján adta elő. A döntőben fellépési sorrendben utolsóként lépett fel a Horvátországot képviselő Let 3 Mama ŠČ! című dala után. A zsűri szavazáson a huszonkettedik helyen végezett 15 ponttal, míg a nézői szavazáson az utolsó előtti, azaz a huszonötödik helyen végezett 9 ponttal, így összesítésben 24 ponttal a verseny utolsóelőtti, azaz huszonötödik helyezettje lett.
A következő brit induló Olly Alexander Dizzy című dala volt a 2024-es Eurovíziós Dalfesztiválon.

### Kapott pontok
Döntő
| Zsűri | 15 | 4 |  |  |  |   |  | 2 |  |  |  |  | 4 |  |  |  |  |  |  |  |  |  |  |  |  |  |  | 1 |  |  | 4 |  |  |  |  |  |  |  |
| Nézők | 9  | 5 |  |  |  | 4 |  |   |  |  |  |  |   |  |  |  |  |  |  |  |  |  |  |  |  |  |  |   |  |  |   |  |  |  |  |  |  |  |

## Dalszöveg
| Instead I wrote a song Bout how you did me wrong I could have cried at home And spent the night alone Instead I wrote a song I feel much better now Me and my girls are out And we all sing along – A dal refrénje | Inkább írtam egy dalt Arról, hogy milyen rosszul bántál velem Otthon sírhattam volna És egyedül tölthettem volna az estét Inkább írtam egy dalt Most már sokkal jobban érzem magam A barátnőimmel bulizunk És mindannyian együtt énekeljük – A dal refrénje magyarul |

## Galéria

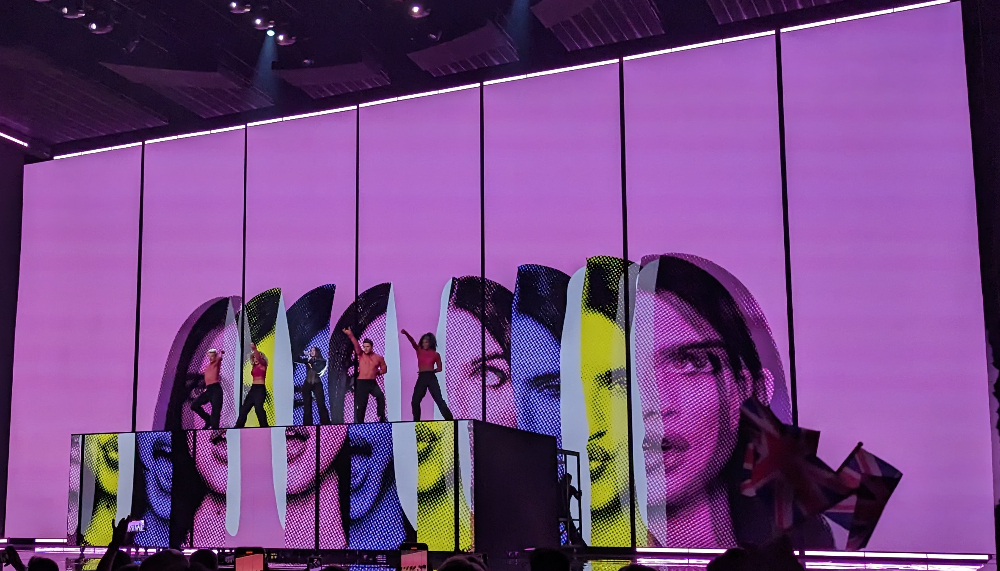
A második elődöntő főpróbáján
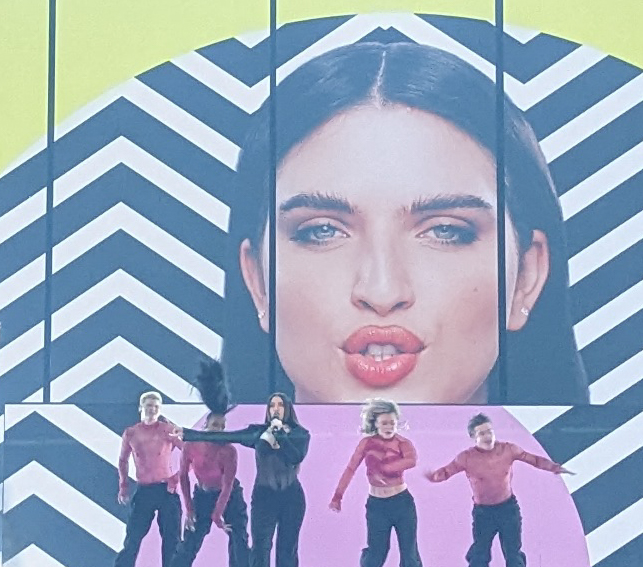
A döntőben